# Бофор (Жура)
Бофо́р (фр. Beaufort) — колишній муніципалітет у Франції, у регіоні Бургундія-Франш-Конте, департамент Жура. Населення — 1041 осіб (2011).
Муніципалітет був розташований на відстані близько 350 км на південний схід від Парижа, 90 км на південний захід від Безансона, 15 км на південний захід від Лонс-ле-Соньє.

## Історія
У 1956-2015 роках муніципалітет перебував у складі регіону Франш-Конте. Від 1 січня 2016 року належав до нового об'єднаного регіону Бургундія-Франш-Конте.
1 січня 2019 року Бофор і Орбанья було об'єднано в новий муніципалітет Бофор-Орбанья.

## Демографія
Динаміка населення (Insee, Ehess ):
Розподіл населення за віком та статтю (2006):
| Стать | Всього | До 15 років | 15-24 | 25-44 | 45-64 | 65-85 | Понад 85 |
| --- | ------ | ----------- | ----- | ----- | ----- | ----- | -------- |
| Чоловіки | 467    | 96          | 60    | 96    | 143   | 64    | 8        |
| Жінки | 537    | 100         | 48    | 104   | 154   | 115   | 16       |
| \| Статево-вікова піраміда \| Статево-вікова піраміда \| Статево-вікова піраміда \| \| ----------------------- \| ----------------------- \| ----------------------- \| \| Чоловіки \| Вік \| Жінки \| \| 8 \| 85 + \| 16 \| \| 12 \| 80-84 \| 28 \| \| 16 \| 75-79 \| 20 \| \| 20 \| 70-74 \| 47 \| \| 16 \| 65-69 \| 20 \| \| 24 \| 60-64 \| 24 \| \| 36 \| 55-59 \| 36 \| \| 36 \| 50-54 \| 47 \| \| 47 \| 45-49 \| 47 \| \| 28 \| 40-44 \| 28 \| \| 24 \| 35-39 \| 32 \| \| 28 \| 30-34 \| 36 \| \| 16 \| 25-29 \| 8 \| \| 28 \| 20-24 \| 16 \| \| 32 \| 15-20 \| 32 \| \| 36 \| 10-14 \| 40 \| \| 28 \| 5-9 \| 40 \| \| 32 \| 0-4 \| 20 \| |        |             |       |       |       |       |          |
| Статево-вікова піраміда |        |             |       |       |       |       |          |
| Чоловіки | Вік    | Жінки       |       |       |       |       |          |
| 8 | 85 +   | 16          |       |       |       |       |          |
| 12 | 80-84  | 28          |       |       |       |       |          |
| 16 | 75-79  | 20          |       |       |       |       |          |
| 20 | 70-74  | 47          |       |       |       |       |          |
| 16 | 65-69  | 20          |       |       |       |       |          |
| 24 | 60-64  | 24          |       |       |       |       |          |
| 36 | 55-59  | 36          |       |       |       |       |          |
| 36 | 50-54  | 47          |       |       |       |       |          |
| 47 | 45-49  | 47          |       |       |       |       |          |
| 28 | 40-44  | 28          |       |       |       |       |          |
| 24 | 35-39  | 32          |       |       |       |       |          |
| 28 | 30-34  | 36          |       |       |       |       |          |
| 16 | 25-29  | 8           |       |       |       |       |          |
| 28 | 20-24  | 16          |       |       |       |       |          |
| 32 | 15-20  | 32          |       |       |       |       |          |
| 36 | 10-14  | 40          |       |       |       |       |          |
| 28 | 5-9    | 40          |       |       |       |       |          |
| 32 | 0-4    | 20          |       |       |       |       |          |

## Економіка
2010 року серед 608 осіб працездатного віку (15—64 років) 478 були активними, 130 — неактивними (показник активності 78,6%, у 1999 році було 68,9%). З 478 активних мешканців працювало 430 осіб (237 чоловіків та 193 жінки), безробітними було 48 (20 чоловіків та 28 жінок). Серед 130 неактивних 26 осіб було учнями чи студентами, 71 — пенсіонерами, 33 були неактивними з інших причин.

У 2010 році в муніципалітеті числилось 471 оподатковане домогосподарство, у яких проживали 1054,5 особи, медіана доходів виносила 17 879 євро на одного особоспоживача